# Pilskie Towarzystwo Piłki Siatkowej 2012-2013
Questa voce raccoglie le informazioni riguardanti il Pilskie Towarzystwo Piłki Siatkowej nelle competizioni ufficiali della stagione 2012-2013.

## Organigramma societario
Area direttiva
- Presidente: Radosław Ciemięga

Area tecnica
- Allenatore: Mirosław Zawieracz (fino ad aprile 2013), Dariusz Luks (da aprile 2013)

## Rosa
| N° | Nome                 | Ruolo | Data di nascita  | Nazionalità sportiva |
| -- | -------------------- | ----- | ---------------- | -------------------- |
| 1  | Monika Naczk         | C     | 6 marzo 1987     | Polonia              |
| 2  | Joanna Jagodzińska   | S     | 25 novembre 1979 | Polonia              |
| 4  | Emilia Kajzer        | P     | 10 marzo 1992    | Polonia              |
| 6  | Monika Martałek      | C     | 14 maggio 1990   | Polonia              |
| 7  | Tijana Malešević     | S     | 18 marzo 1991    | Serbia               |
| 8  | Małgorzata Lis       | C     | 14 aprile 1981   | Polonia              |
| 9  | Daria Paszek         | S     | 30 agosto 1991   | Polonia              |
| 10 | Natalia Krawulska    | S     | 23 giugno 1988   | Polonia              |
| 11 | Katarzyna Wysocka    | L     | 26 marzo 1987    | Polonia              |
| 13 | Marina Katić         | P     | 1º ottobre 1983  | Croazia              |
| 13 | Irina Archangielska  | P     | 5 agosto 1965    | Polonia              |
| 14 | Magdalena Wawrzyniak | S/O   | 14 marzo 1990    | Polonia              |
| 18 | Lucyna Borek         | L     | 22 giugno 1987   | Polonia              |